# Zbór Kościoła Adwentystów Dnia Siódmego w Tarnowie
Zbór Kościoła Adwentystów Dnia Siódmego w Tarnowie – zbór adwentystyczny w Tarnowie, należący do okręgu wschodniego diecezji południowej Kościoła Adwentystów Dnia Siódmego w RP.
Tarnowski zbór adwentystyczny został założony w 1943 r.
Pastorem zboru jest kazn. sen. Mariusz Sobkowiak. Nabożeństwa odbywają się w kościele przy ul. Sokoła 11 każdej soboty o godz. 9.30.